# Johann Paul Inama von Sternegg
Johann Paul Inama von Sternegg (* 26. Juni 1877 in Innsbruck-Wilten; † 28. Oktober 1950 in Wien) war österreichischer Verwaltungsjurist.

## Leben
Johann Paul Inama von Sternegg stammte aus der Familie Inama, deren Wurzeln im Nonstal (Welschtirol) liegen. Er war der zweite Sohn des Statistikers Theodor Inama von Sternegg.
Er studierte nach dem Besuch des Schottengymnasiums Jura an den Universitäten Innsbruck und Wien. Nach seiner Promotion im Jahre 1901 trat er als Konzeptspraktikant (Vorstufe zum Projektleiter) bei der k.k. Seebehörde in Triest in den Staatsdienst ein. 1904 rief man ihn in das k.k. Handelsministerium nach Wien. Innerhalb der Seebehörde Wien brachte er es 1911/12 zum Ministerialvizesekretär und 1916 zum Ministerialsekretär. In dieser Funktion bereitete er den Bau des Donau-Oder-Kanals vor und erarbeitete mehrere Gesetzesvorlagen. So stammen ein Schiffahrtssubventionsgesetz, eine Seemannsordnung und ein Seefischereigesetz aus seiner Feder.
Außerdem war Inama an der Ausarbeitung des Friedensvertrages von Brest-Litowsk sowie an der Liquidierung der österreichischen Vermögenswerte in den Nachfolgestaaten beteiligt.
Inama war auch Mitglied des k.k. Oberprisengerichtshofs.
Johann Paul Inama von Sternegg stieg innerhalb des Handelsministeriums über verschiedene Funktionen weiter auf. So wurde der Ministerialsekretär 1919 Sektionsrat im Staatsamt für Gewerbe, Industrie und Handel. Ab 1924 leitete er als Ministerialrat und ab 1935 als Sektionschef die Handelsvertragsabteilung. 1936 wurde er Vorstand der handelspolitischen Sektion des Bundesministeriums für Handel und Verkehr.

## Auszeichnungen
- 1938, anlässlich seiner Versetzung in den dauernden Ruhestand: Komturkreuzes I. Klasse des österreichischen Verdienstordens[3]